# Греї (уфологія)

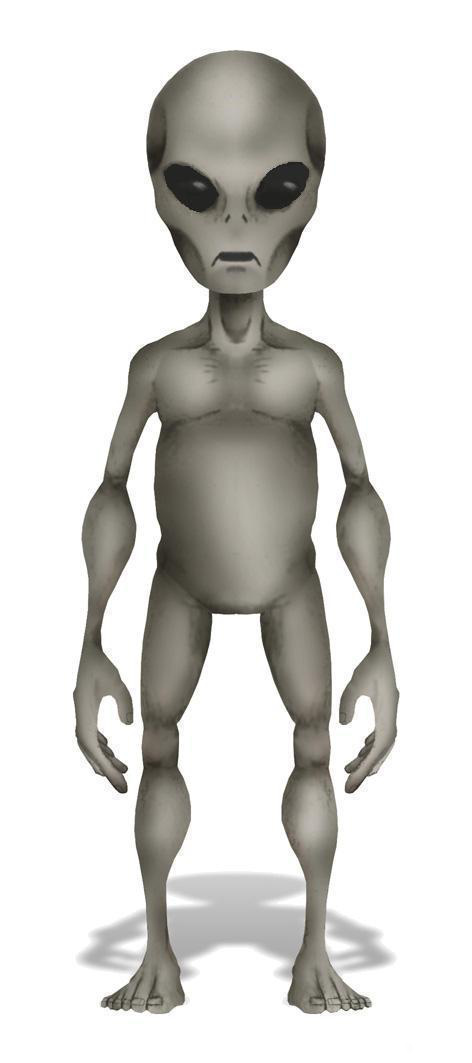
Сірий

Сірі прибульці (англ. Grey aliens), відомі також як Сірі (англ. grey) — популярний образ гуманоїдних іншопланетян, що часто зустрічається в уфології та масовій культурі. Інший поширений стереотип іншопланетян — зелені чоловічки.
Описи Сірих очевидцями (людьми, які стверджують, що вони спостерігали або вступали в контакт з прибульцями) різняться щодо їхнього характеру, походження, зовнішності (пропорції тіла, ріст тощо) та поведінки. Загальними рисами є маленький зріст, лиса шкіра сірого кольору, непропорційно велика голова та великі чорні очі. Популяризацію образу Сірих зазвичай пов'язують з викраденням подружжя Бетті і Барні Хілл у 1965 році. Відтоді Сірі стали стереотипними іншопланетянами в масовій культурі.

## Образ і заняття
Уявлення про Сірих переважно поширені в англомовних культурах. Повідомлення про них почастішали наприкінці XX — початку XXI століття.
Сірі зазвичай описуються як малого зросту (нижче середнього людського) людиноподібні істоти з сірою шкірою. В них часто маленькі чи зовсім відсутні ніс, вуха, статеві органи. Їхні тіла зазвичай зображуються худими, з маленькою грудною кліткою, без вираженої мускулатури та видимої структури скелета. Голова велика, вушні отвори, ніздрі та рот мало помітні. Сірих зазвичай зображають з дуже великими чорними очима. Їхні ноги описуються як коротші за людські та зчленовані інакше, ніж у людей, а руки довгі. Для Сірих типово, що вони голі.
Сірим приписується викрадення людей, над якими іншопланетяни виконують загадкові дії: впливають яскравим, сліпучим світлом, здійснюють медичні досліди, а потім частково чи цілком стирають своїм жертвам пам'ять про викрадення.

## Походження образу

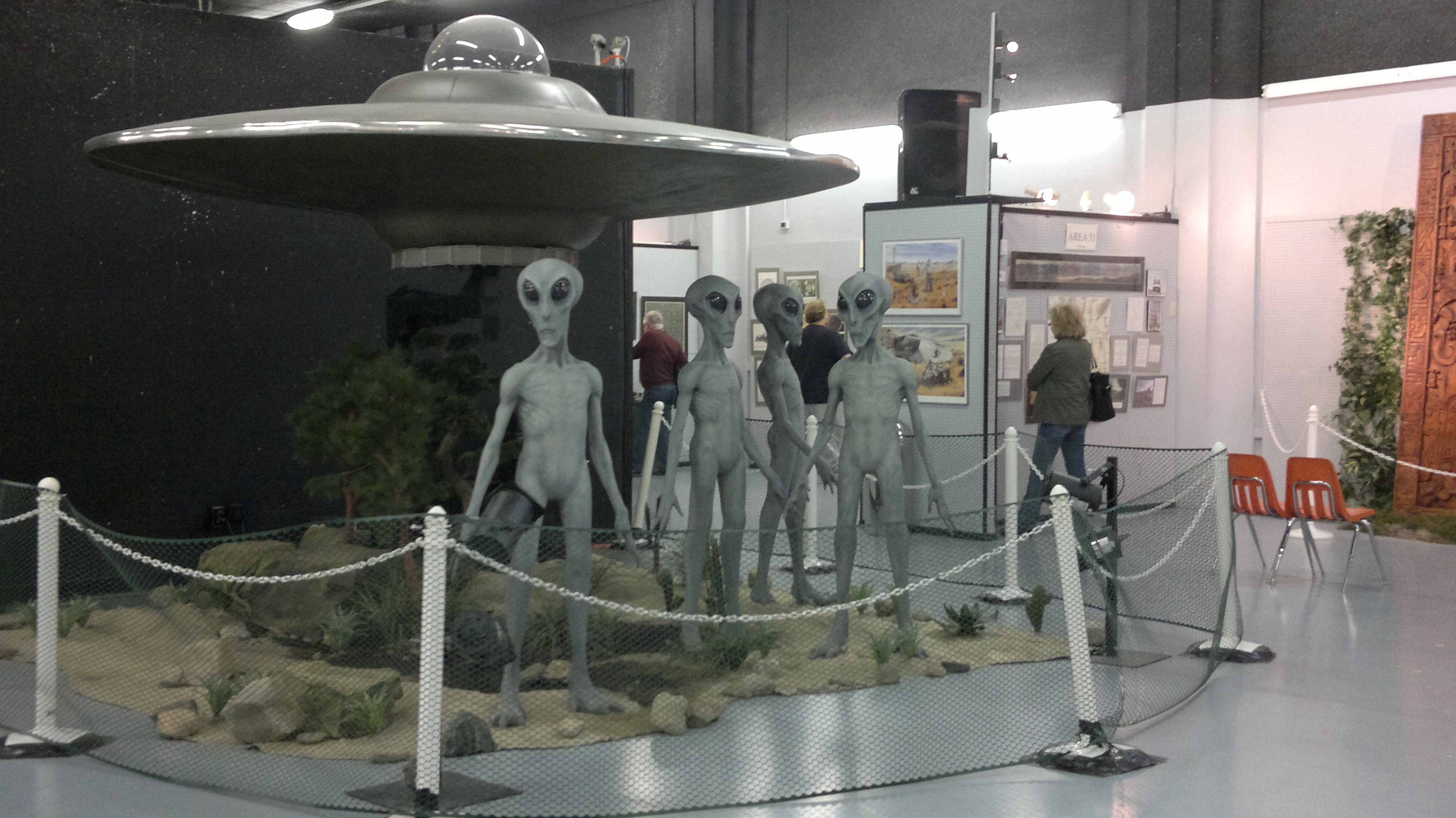
Скульптури Сірих у Музеї НЛО в Розвеллі, США

Уперше істоту, що нагадує Сірого, описав у 1891 році шотландський письменник Кеннет Фолінгсбі в книзі «Меда: Оповідь про майбутнє» (Meda: a tale of the future). В книзі йшлося про чоловіка, який потрапив у 5575 рік, де в утопічному суспільстві живуть великоголові сірошкірі «скотоніани», що живляться електрикою. За порушення правила довічної моногамії скотоніани відправили героя твору назад у його рідний час.
У 1893 році британський письменник Герберт Веллс в есе «Людина мільйонного року» висловив припущення, що через тисячі років людство еволюціонує в расу худих сірошкірих істот з великими головами.
Шведський письменник Густав Сендгрен у 1933 році видав роман «Невідома загроза», іншопланетяни з якого вважаються шаблоном для подальших появ таких істот у літературі.
В науково-фантастичній повісті російського радянського письменника Бориса Анібала «Моряки Всесвіту», опублікованій в журналі «Знання — сила» в 1940 році, фігурують вимерлі марсіяни, зовні дуже схожі на стереотипний образ Сірих, тільки шкіра у них була жовтого відтінку.
У 1965 році в пресі з'явилися гучні повідомлення подружжя Бетті і Барні Хілл, «викрадених» інопланетянами. Подружжя стверджувало, що в 1961 році вони побували на борту «летючої тарілки», пілотованої прибульцями, що мали лису сіру шкіру та чорні очі. Примітно, що згідно з їхнім описом, прибульці мали нетипові для Сірих великі носи та губи. Іншопланетяни нібито виконали над Барні «содомію» циліндричним об'єктом. Подальша тема Сірих прибульців розвивалася також у зв'язку з Розвельським інцидентом. Бетті Хілл, перебуваючи під гіпнозом, стверджувала, що прибульці показали їй зоряну карту, що відображала домашню систему інопланетян і найближчі зорі. Ця система асоціюється з зорею Дзета Сітки (Reticuli, звідки популярна назва іншопланетян «ретикуляни»).
Фільм «Близькі контакти третього ступеня» Стівена Спілберга 1977 року закріпили образ Сірих прибульців у масовій свідомості як типових іншопланетян.
У 1987 році письменник Вітлі Стрібер опублікував книгу «Причастя», яка, на відміну від його попередніх творів, була нехудожнім описом низки близьких зустрічей, які він нібито пережив із Сірими та іншими позаземними істотами. Книга стала бестселером New York Times.
В США 43 % передбачувано викрадених інопланетянами людей описують своїх викрадачів як «маленьких сірих гуманоїдів». В Австралії цей показник становить 50 %, а в Канаді — 90 %.

## Спроби пояснення
Еден Лі Лакнер пояснює, що образ Сірих є розвитком міфологічних уявлень про карликів, таких як феї та гноми. Вони поділяють спільне володіння таємничими знаннями, загадковий вплив на людей та асоціації з колами. Фольклорні істоти пов'язані з відьминими кільцями, тоді як іншопланетяни — з круглими НЛО. Як феї, так і Сірі уявляються як нічні викрадачі людей, виконують незрозумілі дії: феї — танці, а Сірі — медичні досліди. Підстава стародавніх і сучасних уявлень про істот-викрадачів полягає в відчуженні від суспільства, причина чого перекладається на таємничі зовнішні сили.
На думку британського біолога Джека Коена, статура і фізіологія греїв у описах очевидців занадто близькі до людських, що змушує сумніватися в правдивості цих повідомлень: ймовірність того, що на іншій планеті еволюція піде тим самим шляхом, що й на Землі, занадто мала — особливо враховуючи, що умови для життя (температура, тиск, склад атмосфери тощо) на інших, нехай навіть придатних для життя планетах, повинні відрізнятися від земних. Прихильники теорії палеоконтакту відповідають на це тим, що прибульці контролювали еволюцію на Землі або вивели вид Homo sapiens штучно, за допомогою схрещування або генної інженерії; проте, думка Коена залишається серйозним аргументом у суперечках про природу Сірих. Невролог Стівен Новелла, видатний представник руху скептиків, погоджується з твердженнями Коена і вважає, що образ Сірого є продуктом масової культури. Новелла зазначає, що Сірим приписують характеристики, які стереотипно пов'язують з «цивілізованістю» і високим інтелектом (високий лоб, відсутність волосяного покриву на тілі на противагу тваринам і «дикунам» тощо); більше того, кволе, слабке, худе тіло і непропорційно велика голова часто фігурують у популярних описах «людини майбутнього», якою вона нібито стане в процесі подальшої еволюції. Таким чином, відповідно до цієї теорії, образ Сірого як представника вигаданої «вищої цивілізації» сформувався згідно з сучасними культурними стереотипами.
Ще одна теорія була запропонована в 2005 році Фредеріком Мальмстремом. На його думку, у фігурах Сірих у свідченнях «очевидців» втілюються їхні підсвідомі дитячі спогади. За твердженням Мальмстрема, чи не головним зоровим враженням новонародженого є обличчя матері, яка годує його і піклується про нього; при цьому в очах дитини, зір якої ще недостатньо сфокусований, воно буде виглядати дуже схожим на обличчя Сірого — з м'якими рисами обличчя й акцентом на очі, причому дитячий астигматизм додає «розкосості» і дещо деформує риси обличчя. Понад те, як пише Мальмстрем, є підстави вважати, що здатність розпізнавати очі на чужому обличчі у людини вроджена. Такі спогади можуть мимоволі спливати в пам'яті людей у стані стресу або зміненої свідомості і бути сприйняті як безпосередній досвід, пережитий тут і зараз. Крім того, наявністю подібних неусвідомлених спогадів пояснюється емоційний відгук, який викликають у багатьох фігури Сірих, і, відповідно, популярність цього образу.
Дослідник теорій змови Пітер Найт зазначає, що Сірий, з його великою головою, маленьким безволосим тілом, величезними очима і тонкими пальцями, нагадує людський ембріон (можливість спостерігати зародок усередині матки з'явилася якраз незадовго до поширення легенд про греїв). Він пов'язує цей образ з «медичними» фобіями сучасної людини (чутки про «лікарів-убивць», страхи перед експериментами, які можуть проводитись на пацієнтах без їх відома), підігрітими полемікою навколо проблеми абортів і перспективами клонування людини. У цьому контексті ембріон сприймається як «чужий» в тілі жінки, що несе загрозу її незалежному існуванню (не випадково у популярній фантастиці так поширений мотив інопланетних паразитів або «схрещування» людини й іншопланетянина). Найт вважає, що образ Сірого виражає страх людини перед втратою контролю над своїм тілом (цей мотив буквально пронизує оповідання про Сірих: вони проробляють над людиною страшні й незрозумілі медичні досліди, підпорядковують її своїй волі тощо).

## Теорії змови
Деякі теоретики вважають, що Сірі являють собою частину стратегії уряду з дезінформації населення або що вони є продуктом урядових експериментів з контролю над розумом. Доктор Стівен Ґрір, засновник проєкту «Розкриття» (англ. The Disclosure Project), глава Центру з вивчення позаземного розуму (англ. The Center for the Study of Extra-Terrestrial Intelligence, скор. CSETI) і видний теоретик змови НЛО, стверджує, що має понад 400 свідків «чиновників, військових з розвідувальної спільноти», які мають у своєму розпорядженні свідчення існування інопланетян і НЛО, але змушені мовчати через тиск згори, проте, у разі необхідності, вони були б готові захищати свої свідчення під присягою.

## Культурне значення
Зображення в кінематографі
- Близькі контакти третього ступеня
- Доктор Хто (штучна раса Сповідників)
- Цілком таємно
- Вавилон-5 (раса Врії)
- Зоряна Брама (раса Асгардів)
- Темні небеса
- На краю Всесвіту
- Ловець снів
- Прибулець Павло
- Вогонь у небі
- Знаки
- Похмурі небеса
- Четвертий вид
- Зоряні війни (раса Каміноанці)

Мультфільми
- Футурама
- Південний парк (повноцінно фігурують в епізодах 101 і 704[ru], крім того у багатьох епізодах автори зображують їх у якісь малопомітній частині кадру як сюрприз для уважного глядача)[19]
- Американський тато!

Відеоігри
- The Sims 3 (Сізони)
- The Sims 2
- X-COM[ru] (Сектоїди)
- UFO(інші мови) (Ретикулянці)
- Mass Effect (Саларіанці)
- Startopia[ru] (Сірі))
- Area 51 (Едгар Сірий)
- Terraria (Марсіяни)
- Deus Ex (Сірі, постають як біоінженерні істоти земного походження)
- Deus Ex: Invisible War (Сірі)
- Dark Colony[ru] (Сірі)
- Мертві прибульці у Fallout, прибульці з DLC у Fallout 3, прибульці у New Vegas (зустрічаються з перком «Безумство пустелі»).
- Galaxy on Fire 2 (Сірі)
- Космічні рейнджери[ru] (Феяни)
- Space Station 13[ru] (Сірі)